# San Bartolo Tutotepec
San Bartolo Tutotepec è un comune del Messico, situato nello stato di Hidalgo.